# Illiniza
L'Illiniza (ou l'Iliniza) est un volcan d'Équateur situé à cinquante kilomètres au sud de Quito. Il est constitué de deux sommets, l'un très enneigé, l'Illiniza Sud avec 5 245 mètres d'altitude, et l'autre beaucoup moins, l'Illiniza Nord avec 5 126 mètres d'altitude.

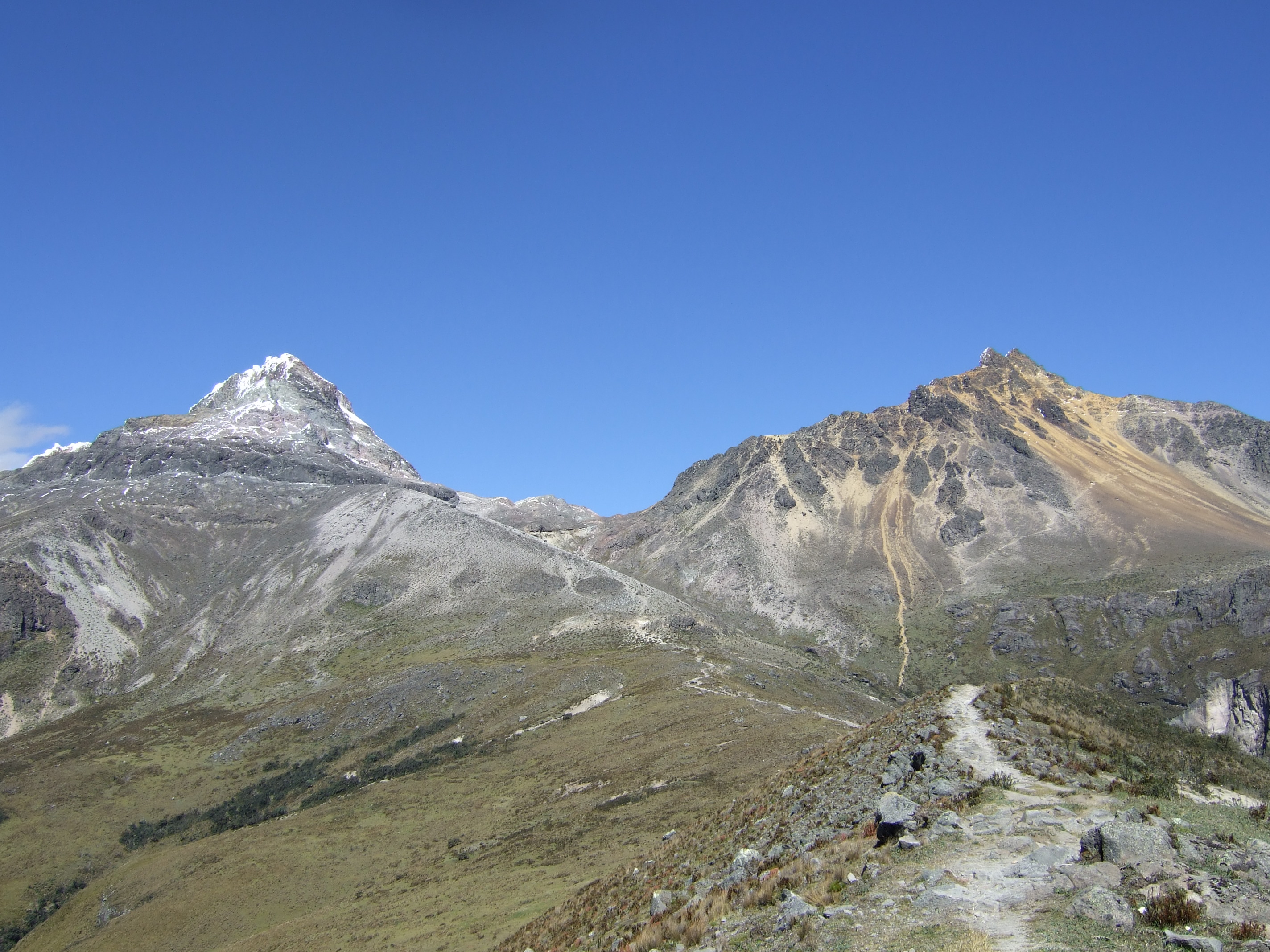
Vue rapprochée des deux pics du volcan.

Le terme Illiniza proviendrait du quechua et signifierait en français « les yeux »[réf. nécessaire].
L'Illiniza Sud est très apprécié et convoité par les andinistes.

## Géologie et géochronologie
Le volcan Illiniza est beaucoup plus jeune que ce qui avait été proposé avant 2022. La forme à deux sommets résulte de la superposition de deux stratovolcans andésitiques à dacitiques :
- l'édifice Nord a été construit par deux successions d'épanchements de lave et un évent satellite intermédiaire, pendant une période d'activité principalement effusive et relativement courte : entre 123 ± 6 et 116 ± 2 ka ;
- l'édifice Sud a commencé sa construction par des épanchements massifs de laves datés d'environ 45 ka, formant un cône basal. La partie la plus élevée de cet édifice a ensuite été détruite par la phase hautement explosive de Jatuncama (VEI = 5), laissant une séquence d'ignimbrites de 30 à 40 m d'épaisseur. L'extrusion ultérieure de plusieurs dômes de lave dacitique a reconstruit le sommet de l'édifice Sud vers 35 ka, complétée par l'émission de laves andésitiques entre 31 ± 4 et 25 ± 3 ka ;
- l'activité éruptive de l'Illiniza a continué au Pléistocène supérieur et à l'Holocène avec l'extrusion du dôme de lave de Tishigcuchi et l'émission de la coulée de lave de Pongo, datée de 6 ± 4 ka.

Sur la base de cet historique de l'activité volcanique, il apparaît que l'Illiniza est potentiellement actif, et qu'il est donc nécessaire de réévaluer les risques qu'il présente.